# 萬坎區
萬坎區（西班牙語：Distrito de Huancán），是秘魯的一個區，位於該國中西部胡寧大區的萬卡約省，始建於1955年10月31日，面積12平方公里，海拔高度3,210米。2017年人口调查时区内有居民25972人。2007年时区内人口15024人，1993年是仅7677人。

## 地理位置
萬坎區位于省会万卡约的西南部，安第斯山脉高地上，离万卡约市中心仅4.4千米。它位于向南流的曼塔羅河的东岸，向东它一直延续到秘魯中部山脈的山麓。它的周边区为北部的奇爾卡區、东部的薩帕良加區、南部的瓦尤卡奇區和西部丘帕卡省的十二月三日區。